# Карвин (Малопольское воеводство)
Ка́рвин (пол. Karwin) — село в Польше в сельской гмине Конюша Прошовицкого повета Малопольского воеводства.
Село располагается в 7 км от административного центра гмины села Конюша (Малопольское воеводство)Конюша, в 7 км от административного центра повета города Прошовице и в 26 км от административного центра воеводства города Краков.
В 1975—1998 годах село входило в состав Краковского воеводства.

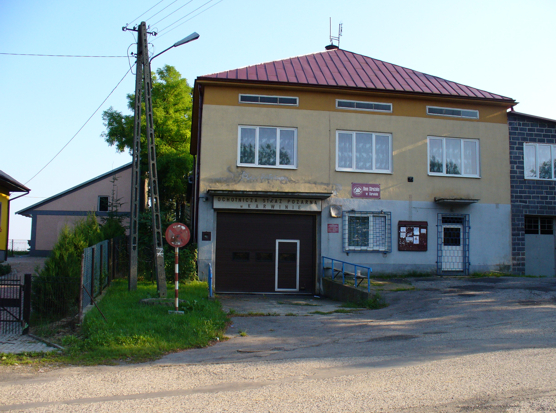
Пожарная станция